# Lucille Werner
Lucille Martine Werner (ur. 12 października 1967 w Eindhoven) – holenderska prezenterka telewizyjna i polityczka, w latach 2021–2023 posłanka do Tweede Kamer.

## Życiorys
Urodziła się 12 października 1967 w Eindhoven. W latach 1986–1990 studiowała zarządzanie i  komunikację na prywatnej uczelni Schoevers. Od 1992 pracowała jako prezenterka telewizyjna, związana m.in. z nadawcami TROS, AVRO, SBS6, RTL 4 czy KRO-NCRV. 2007 założyła Lucille Werner Foundation i została jej przewodniczącą.
W 2021 uzyskała mandat do Tweede Kamer, izby niższej Stanów Generalnych, z listy Apelu Chrześcijańsko-Demokratycznego, zdobywając 7133 głosy. W sierpniu 2023 zapowiedziała, że nie zamierza ubiegać się o reelekcję w przyspieszonych wyborach w listopadzie tego roku.